# Griesenbach

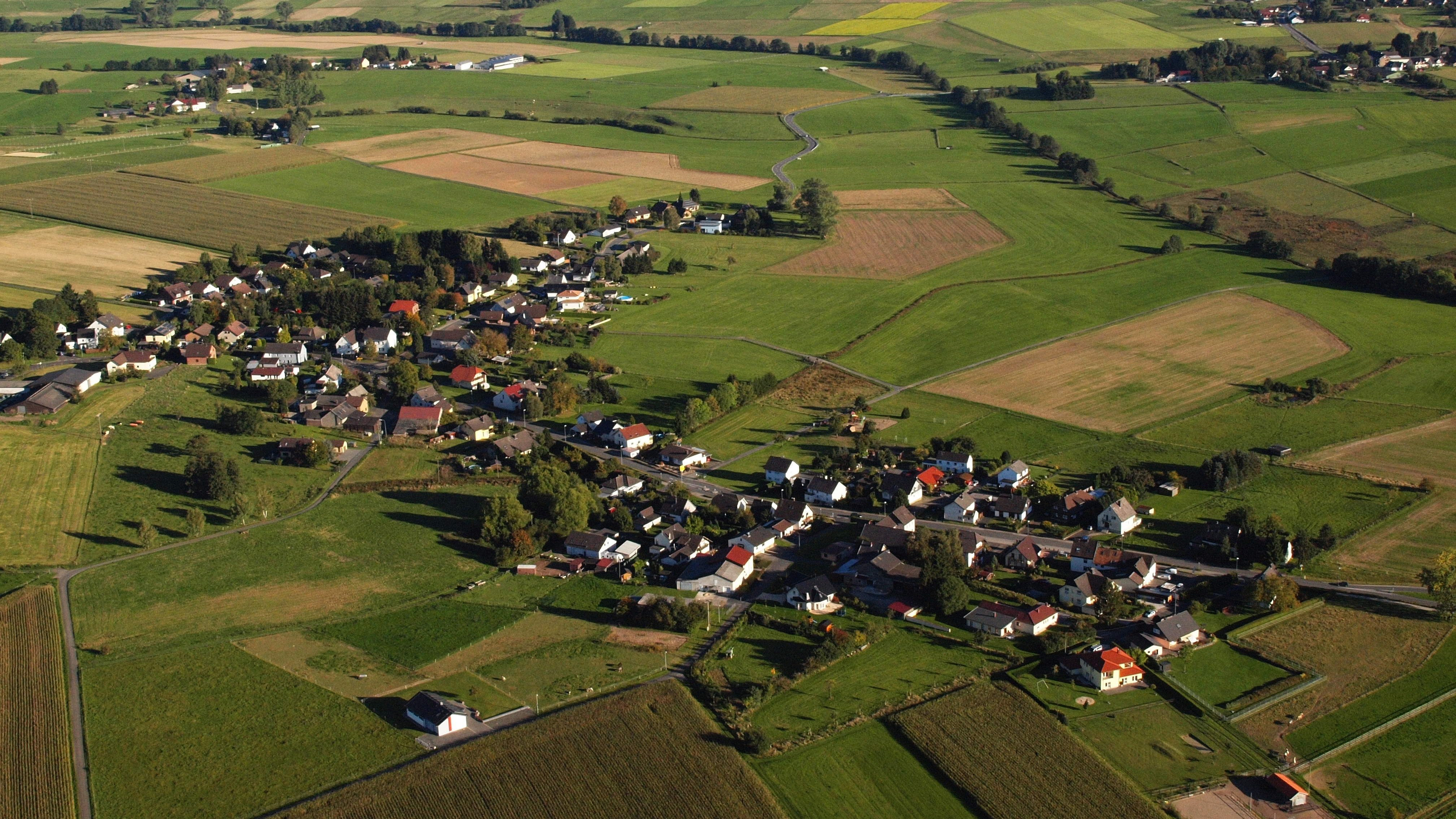
Griesenbach, Luftaufnahme (2015)

Griesenbach ist ein Ortsteil der Ortsgemeinde Buchholz (Westerwald) im Landkreis Neuwied im nördlichen Rheinland-Pfalz. Bis 1974 war Griesenbach eine eigenständige Gemeinde.

## Geographie
Das Dorf liegt im Niederwesterwald nordöstlich des Hauptortes Buchholz. Griesenbach ist über die Landesstraße 274 mit dem Hauptort sowie über die Landesstraße 255 mit Asbach und bei Vierwinden mit der Bundesstraße 8 verbunden.
Der Ort wird vom namensgebenden Griesenbach durchflossen und liegt etwa einen Kilometer südlich der Grenze zu Nordrhein-Westfalen, dort schließt die Stadt Hennef (Sieg) an.
Am nordwestlichen Dorfrand von Griesenbach liegt der Druden-Born, eine Quelle, die als Ursprung des Hanfbachs gilt. Sie wurde 1987 durch den Westerwald-Verein neu gefasst.

## Geschichte
Bis Anfang des 19. Jahrhunderts lag Griesenbach an einem Dreiländereck, heute markiert durch den Dreiherrenstein Meisenbach. Griesenbach selbst lag im Kurfürstentum Köln, östlich lag die Grafschaft Sayn und nördlich das Herzogtum Berg. Der Ort war namensgebend für die „Honschaft Griesenbach“, die zum Kirchspiel Asbach gehörte und der Verwaltung des Mitte des 13. Jahrhunderts entstandenen kurkölnischen Amtes Altenwied unterstand. Zur Honschaft gehörten 1670 die Orte Griesenbach, Elles, Irmeroth, Mendt, Oberscheid, Schelberg, Übersehns, Wallau und Hostenbach.
Am 19. Juni 1796 kam es hier zu einem heftigen Gefecht zwischen Franzosen und Österreichern. Dieses Gefecht ist auch bekannt unter dem Namen Schlacht bei Kircheib. In dieser Schlacht verloren ca. 2000 Männer ihr Leben. In der Nähe des Industrie-Parks Buchholz Nord wird noch ein Massengrab der Franzosen vermutet. Am 19. Juni 2009 wurde im feierlichen Rahmen eine Gedenkstätte an diese Schlacht in Griesenbach eingeweiht.

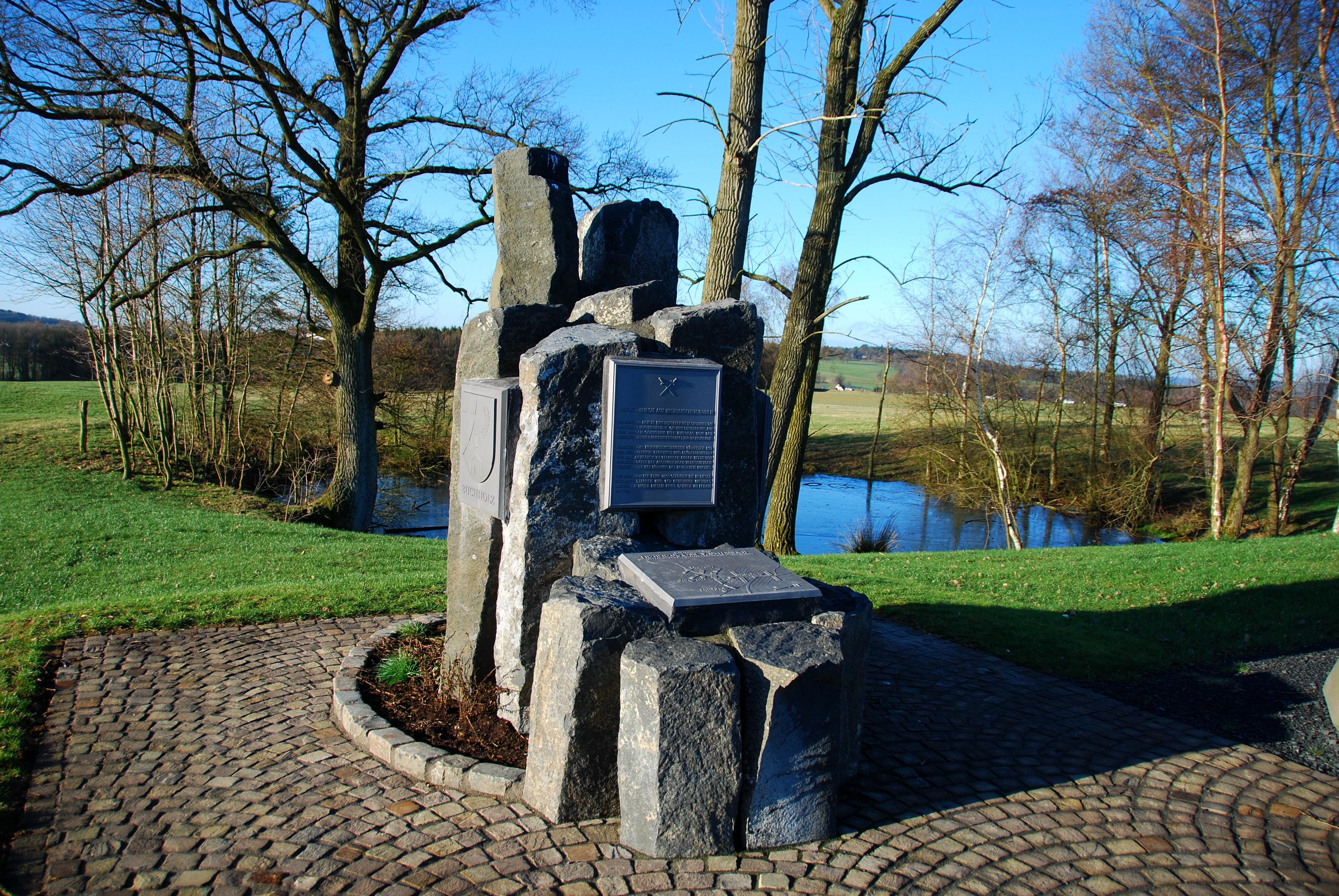
Gedenkstein Schlacht von Kircheib
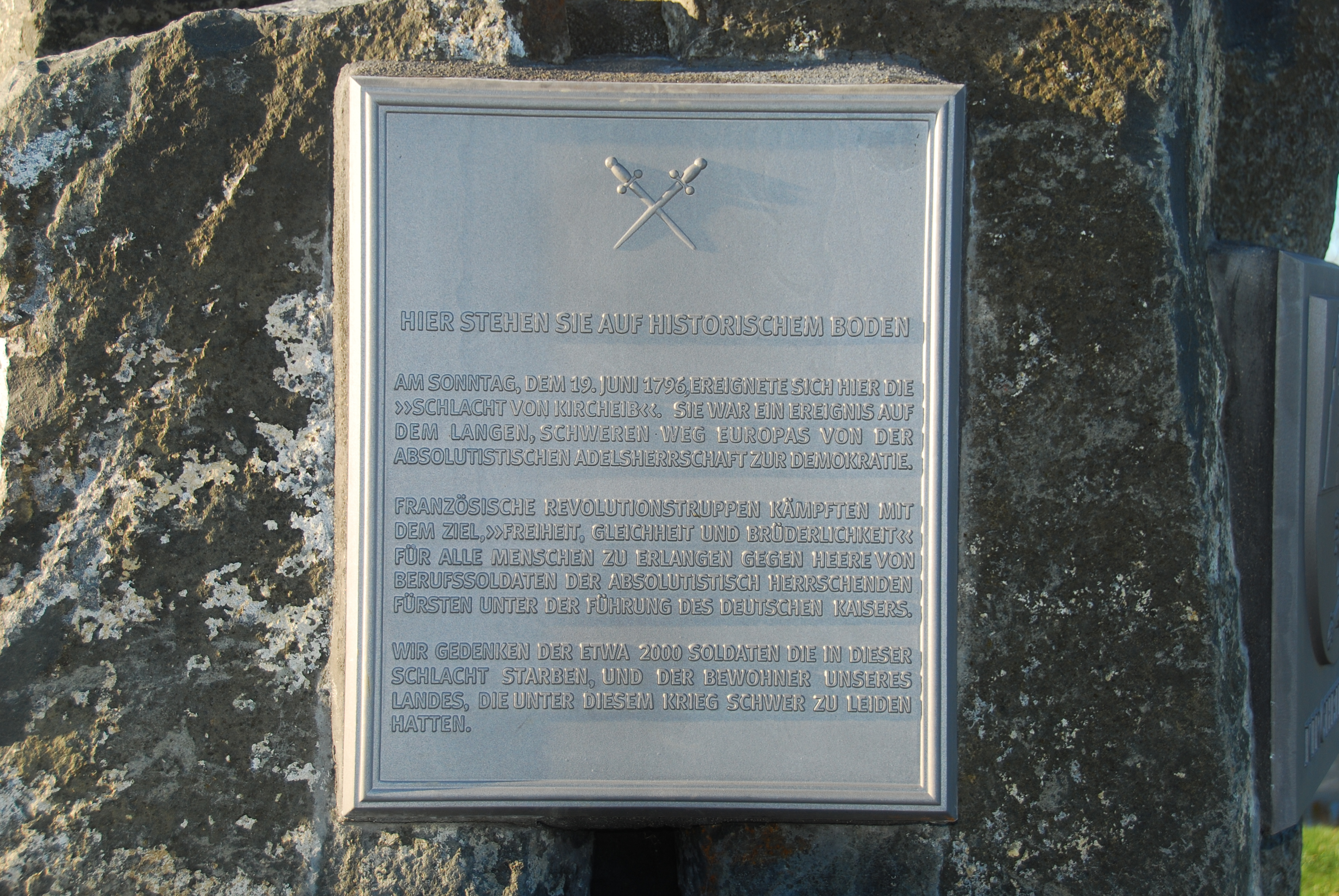
Details Schlacht von Kircheib
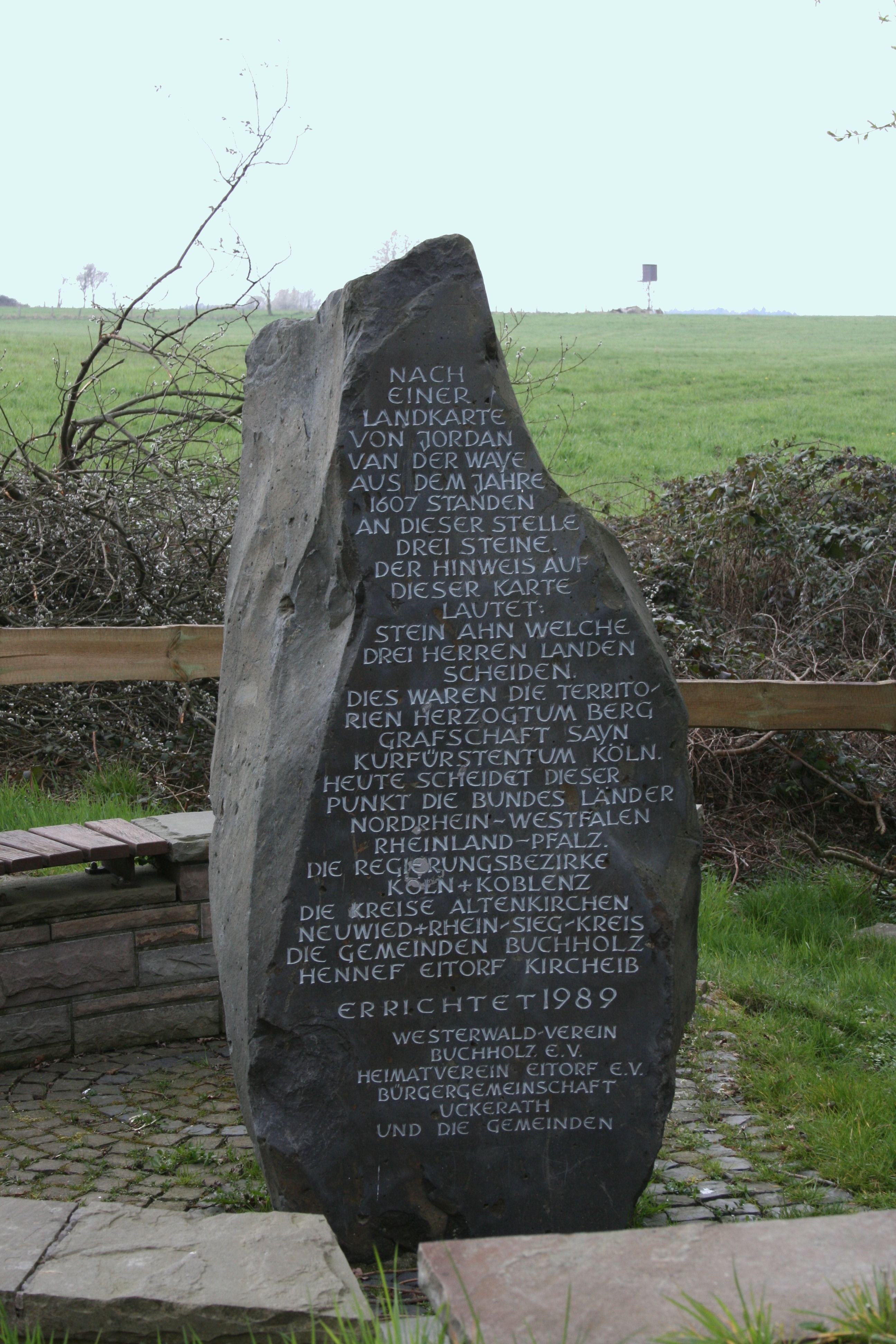
Dreiherrenstein zwischen Meisenbach und Griesenbach

Die Herrschaft Kurkölns endete 1803 nach über 500 Jahren mit dem Reichsdeputationshauptschluss. Das kurkölnische Gebiet in dieser Region wurde zunächst dem Fürstentum Wied-Runkel zugeordnet und kam 1806 aufgrund der Rheinbundakte zum Herzogtum Nassau. Die Honnschaft Griesenbach unterstand anschließend der Verwaltung des nassauischen Amtes Altenwied. Nach den auf dem Wiener Kongress geschlossenen Verträgen wurde das Gebiet 1815 an das Königreich Preußen abgetreten.
Griesenbach wurde eine Gemeinde im damals neu gebildeten Kreis Neuwied im Regierungsbezirk Koblenz und von der Bürgermeisterei Asbach verwaltet. Nach einer Volkszählung aus dem Jahr 1885 hatte die Gemeinde Griesenbach mit ihren acht Ortsteilen 530 Einwohner, die in 120 Wohngebäuden lebten. 1931 erhielt Griesenbach eine eigene Poststelle der Klasse II im Bezirk des Postamts Asbach, die ab 1966 von der Landpoststelle des Postamts Linz versorgt wurde.
Griesenbach mit seinen Ortsteilen war bis 1974 eine eigenständige Gemeinde und hatte zuletzt 533 Einwohner. Aus ihr und den gleichzeitig aufgelösten Gemeinden Elsaff (500 Einwohner, Buchholzer Anteil) und Krautscheid (1.492 Einwohner) wurde am 16. März 1974 die Ortsgemeinde Buchholz (Westerwald) neu gebildet. 1987 zählte Griesenbach 204 Einwohner.